# Salto con gli sci ai VII Giochi asiatici invernali
Le gare di salto con gli sci dei VII Giochi asiatici invernali si sono svolte all'International Ski Jump Complex di Almaty, in Kazakistan, dal 31 gennaio al 4 febbraio 2011. In programma tre eventi.

## Calendario
| Uomini | Individuale LH |  | Individuale NH |  | Gara a squadre LH | 3 |

## Podi

### Uomini
| Evento                                         |                                                                    |         |                                                                         |        |                                                                      |       |
| Oro                                            | Punti                                                              | Argento | Punti                                                                   | Bronzo | Punti                                                                |       |
| Individuale dal trampolino normale (dettagli)  | Evgeni Levkin                                                      | 252,0   | Kazuya Yoshioka                                                         | 248,5  | Radik Zhaparov                                                       | 244,0 |
| Individuale dal trampolino lungo (dettagli)    | Kazuya Yoshioka                                                    | 233,1   | Kazuyoshi Funaki                                                        | 217,1  | Nikolay Karpenko                                                     | 216,5 |
| Gara a squadre dal trampolino lungo (dettagli) | Giappone Kazuyoshi Funaki Yuhei Sasaki Yuta Wasabe Kazuya Yoshioka | 837,6   | Kazakistan Alexey Korolev Radik Zhaparov Nikolay Karpenko Evgeni Levkin | 794,0  | Corea del Sud Choi Heung-Chul Kang Chil-Gu Choi Yong-Jik Kim Hyun-Ki | 770,3 |

## Medagliere
| Posizione | Paese         | Oro | Argento | Bronzo | Totale |
| --------- | ------------- | --- | ------- | ------ | ------ |
| 1         | Giappone      | 2   | 2       | 0      | 4      |
| 2         | Kazakistan    | 1   | 1       | 2      | 4      |
| 3         | Corea del Sud | 0   | 0       | 1      | 1      |
| Totale    | Totale        | 3   | 3       | 3      | 9      |